# Song with a Mission
«Song with a Mission» es el primer sencillo del álbum Dying to Say This to You del grupo sueco de New Wave, The Sounds.
Una versión de "Song with a Mission" se presenta como contenido descargable para el popular videojuego Rock Band.
- Datos: Q6132192